# Cneoridium dumosum (Nuttall) Hooker F. Collected March 26, 1960, at an Elevation of about 1450 Meters on Cerro Quemazón, 15 Miles South of Bahía de Los Angeles, Baja California, México, Apparently for a Southeastward Range Extension of Some 140 Miles

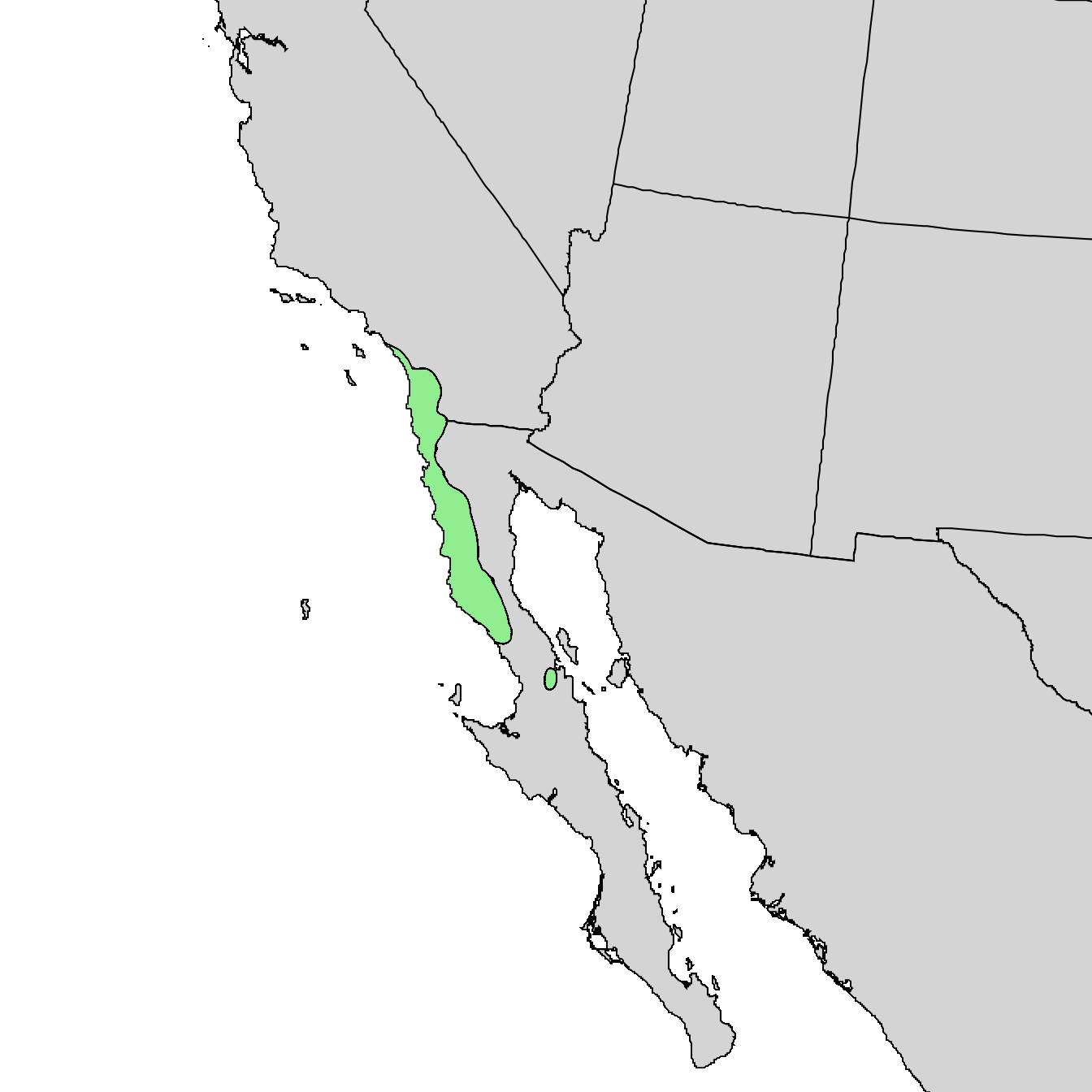
El rango de la planta se muestra en verde. La extensión reportada en el documento es la mancha aislada en el sur.

Cneoridium dumosum (Nuttall) Hooker F. Collected March 26, 1960, at an Elevation of about 1450 Meters on Cerro Quemazón, 15 Miles South of Bahía de Los Angeles, Baja California, México, Apparently for a Southeastward Range Extension of Some 140 Miles es una publicación humorística (o parodia), pero real, artículo científico del botánico estadounidense Reid Moran del Museo de Historia Natural de San Diego.

## Contenido
El artículo trata sobre la especie de planta Cneoridium dumosum. Acompañado por su extenso título pangrammatic, que contiene todos los puntos clave de Moran y sus copiosos reconocimientos, el texto completo del cuerpo del artículo es:

I got it there then (8068).

compuesto por solo cinco palabras, el número de referencia entre paréntesis del espécimen recolectado y un punto.
Reconocimiento de cierre de Moran:

Por último, pero no menos importante, no puedo dejar de mencionar mi profunda deuda con mis padres, sin cuya temprana cooperación este trabajo nunca hubiera sido posible.

también fue utilizado por el biólogo George Yatskievych, debidamente citado, en 1982.
En un obituario de Moran, publicado por The San Diego Union-Tribune, el colega botánico Tom Oberbauer señaló que Moran "tenía un seco sentido del humor".

## Publicación
El artículo fue publicado en 1962 en el volumen 16, página 272, de la revista Madroño de la Sociedad Botánica de California. El artículo completo se volvió a publicar bajo el título "Artículos clásicos de Madroño reimpresos" en Madroño, volumen 60, p. 359 en 2013, el año del centenario de la Sociedad Botánica de California.
El artículo no es el más corto jamás publicado. El artículo de 2003 de John H. Conway y Alexander Soifer "Can n2+ 1 unidad de triángulos equiláteros cubren un triángulo equilátero de lado >  n, digamos n + ε?" contiene solo dos palabras, "n2+2 can", seguidas de dos cifras. Aún más corto es "Chemiefreie Haushaltsprodukte", que tiene cero palabras más allá del resumen.